# 昂蒂斯
昂蒂斯（法語：Antist）是法国上比利牛斯省的一个市镇，属于巴涅雷德比戈尔区（Bagnères-de-Bigorre）巴涅雷德比戈尔县（Bagnères-de-Bigorre）。该市镇总面积2.43平方公里，2009年时的人口为134人。

## 人口
昂蒂斯人口变化图示